# Ocyptamus fuscicosta
Ocyptamus fuscicosta är en tvåvingeart som beskrevs av Lynch Arribalzaga 1891. Ocyptamus fuscicosta ingår i släktet Ocyptamus och familjen blomflugor. Inga underarter finns listade i Catalogue of Life.